# Забастовка транспортников в Филадельфии (1944)
Забастовка транспортников в Филадельфии в 1944 году — забастовка белых работников общественного транспорта, которые возражали против назначения чернокожих водителей на троллейбусы и автобусы. Забастовка началась 1 августа 1944 года и продолжалась до 6 августа, завершившись вмешательством армии США. Стачка парализовала транспортную систему города и затруднила перемещение рабочих на военные заводы, что угрожало национальной безопасности. 
Забастовка транспортников в Филадельфии стала одним из примеров расовой дискриминации и сегрегации в США во время Второй мировой войны.

## Предыстория
Филадельфийская забастовка возникла из-за расовой напряжённости, которая охватила города США во время Второй мировой войны.
Несмотря на то, что в Филадельфии на момент 1944 года проживало более 250 тысяч афроамериканцев, в городе присутствовала дискриминация чернокожих при приёме на работу. Большинство афроамериканцев работало в Филадельфийской транспортной компании (ФТК), выполняя неквалифицированную «черновую» работу.
Заручившись поддержкой Комитета по справедливой практике трудоустройства, Национальной ассоциации содействия прогрессу цветного населения и Профсоюза транспортных рабочих, входящего в Конгресс производственных профсоюзов (конкурирующий профсоюз из Американской федерации труда, Амальгамированная ассоциация работников уличного электрорельсового и автобусного транспорта, был равнодушен к проблемам цветных рабочих), афроамериканские рабочие добились проведения слушаний, которые установили, что существующая в ФТК система привлечения афроамериканцев только на «черновую» работу является незаконной. Суд постановил прекратить использовать систему 1 августа 1944 года и разрешил афроамериканцам занимать должности водителей общественного транспорта, которые до этого считались традиционной «белыми».
Белые работники ФТК, недовольные решением суда, опасаясь, что чернокожие водители отнимут их рабочие места, начали проводить агитационную кампанию за забастовку транспортников.

## Ход забастовки
Забастовка началась в 4 часа утра 1 августа, парализовав транспортную систему Филадельфии. Протест с требованием не допустить чернокожих к управлению общественным транспортом возглавили белые работники ФТК Джеймс Макменамин, Джеймс Диксон, Фрэнк Томпсон и Фрэнк Карни. Стачка охватили около 6 тысяч работников.
В первую ночь забастовки в городе произошли беспорядки, было арестовано 300 человек, преимущественно афроамериканцев. 
На третий день забастовки, президент США Франклин Рузвельт, руководствуясь законом Смита-Конналли, который позволял федеральному правительству управлять отраслями промышленности, находящимися под угрозой забастовок, которые могли нанести вред военному производству, приказал уволить 6 тысяч бастующих и использовать армию для подавления забастовки. 
Прибывшая армия вынудила несколько сотен транспортников выйти на работу 4 августа, однако к полудню движение транспорта вновь прекратилось.  
5 августа армия начала более решительные действия. Лидеры забастовки были арестованы, 5 тысяч вооружённых военнослужащих заняли стратегически важные пункты в городе, в каждом транспортном средстве, для предотвращения столкновений, парами ездили солдаты, а бастующие работники были проинформированы о том, что если они до 7 августа не вернутся к работе, то их лишат лицензий.  
7 августа 90% работников вернулось к работе, двадцать четыре забастовщика были уволены, шестеро из них, лишившись брони от призыва, были немедленно призваны в армию.   

## Итоги
Через месяц после окончания забастовки стажировку водителями в ФТК прошло 8 афроамериканцев. В октябре количество чернокожих водителей в компании удвоилось. В течение года в ФТК было уже более 900 афроамериканских работников, включая водителей, кондукторов и сотрудника отдела по связям с общественностью.
Поражение забастовщиков заняло важное место в преодолении дискриминации чернокожих при приёме на работу и открыло возможность афроамериканцам работать в транспортной отрасли.